# 23 Korpus Obrony Powietrznej (ZSRR)
23 Korpus Obrony Powietrznej – wyższy związek taktyczny wojsk obrony powietrznej Sił Zbrojnych ZSRR i Federacji Rosyjskiej.

## Struktura organizacyjna
W latach 1991–1992
- dowództwo – Władywostok
- 130 Brygada Rakietowa Obrony Powietrznej
- pułk rakietowy OP
- 10 Brygada Radiotechniczna – Chabarowsk
- 123 pułk radiotechniczny – Sachalin